# Tropidia insularis
Tropidia insularis är en tvåvingeart som beskrevs av Lynch Arribalzaga 1892. Tropidia insularis ingår i släktet eldblomflugor, och familjen blomflugor. Inga underarter finns listade i Catalogue of Life.